# Erpetogomphus ophibolus
Erpetogomphus ophibolus là loài chuồn chuồn trong họ Gomphidae. Loài này được Calvert mô tả khoa học đầu tiên năm 1905.